# Guillermo Ayoví Erazo
Guillermo Ayoví Erazo, également surnommé Papa Roncón, né le 10 novembre 1930 est un musicien afroéquatorien, joueur de marimba. Né à Borbón, dans le canton Eloy Alfaro, province d'Esmeraldas, il apprend dès son plus jeune âge auprès des indiens Tsa’chila à jouer la marimba. Il commence à se faire connaître dans les années 1970, d'abord dans son village puis au niveau national et international, avec des tournées aux États-Unis, au Venezuela, en Colombie et au Japon. Il reçoit en 2001 le Prix Eugenio Espejo pour sa contribution à la culture équatorienne via la pratique et l'enseignement de la marimba (instrument reconnu en 2003 patrimoine immatériel de la nation équatorienne) et des danses traditionnelles. Il a également réalisé plusieurs films, dont des documentaires,. Il décède le 30 septembre 2022.  